# Rudolph Scholz
Rudolph John Scholz (17 de junho de 1896 — 9 de dezembro de 1981) foi um jogador de rugby union estadunidense, campeão olímpico.

## Carreira
Seus pais eram Catherine e Rudolph John Scholz, imigrantes alemães. Nos anos 1901-1902 permaneceu com eles na Alemanha, e depois a família retornou aos Estados Unidos. Scholz estudou na Universidade de Santa Clara, onde representou o Santa Clara Broncos no basquete, rugby union e futebol americano, e depois ingressou no Clube Olímpico.
Participou duas vezes dos Jogos Olímpicos com a seleção dos Estados Unidos. No torneio de rugby union nos Jogos de 1920, a equipe americana, composta em sua maioria por estudantes das universidades de Santa Clara, Berkeley e Stanford, derrotou os favoritos franceses por 8–0 em uma partida disputada em 5 de setembro de 1920 no Estádio Olímpico.
Ele também participou do torneio nos Jogos Olímpicos de Verão de 1924. Ele jogou as duas partidas desta competição, nas quais os americanos derrotaram a Romênia por 37–0 no Stade de Colombes em 11 de maio, e uma semana depois derrotaram a França por 17–3. Ao vencer as duas partidas, os norte-americanos venceram o torneio, conquistando assim as medalhas de ouro olímpicas. Juntamente com outros medalhistas de ouro do rugby union, ele foi incluído no Hall da Fama do IRB em 2012.
Depois de se formar na faculdade de Direito, foi admitido na Ordem dos Advogados da Califórnia em agosto de 1922. Tornou-se promotor assistente em São Francisco e em 1952 abriu um consultório particular. Ele lutou na Segunda Guerra Mundial e recebeu a Estrela de Bronze por sua participação na Batalha de Okinawa.